# Денізе Клекер
Денізе Клекер (нім. Denise Klecker, 26 січня 1972) — німецька хокеїстка на траві.
Олімпійська чемпіонка 2004 року, учасниця 2000 року.
Срібна призерка Чемпіонату Європи 1999 року, бронзова призерка 1995 року.
Переможниця Виклику чемпіонів 2003 року.
Срібна призерка Трофею чемпіонів 1997, 2000 років.
Бронзова призерка Чемпіонату світу 1998 року.